# Angeliera cosettae
Angeliera cosettae is een pissebed uit de familie Microparasellidae. De wetenschappelijke naam van de soort is voor het eerst geldig gepubliceerd in 1972 door Coineau & Rao.